# ご当地グルメ探偵団
『ご当地グルメ探偵団』は、2011年から2020年まで放送されていたテレビ朝日系列局のメ～テレ、静岡朝日テレビ、長野朝日放送、北陸朝日放送、新潟テレビ21のいわゆる中部5局共同制作によるお正月バラエティ番組。
毎年1月2日の午後に5局同時間で放送された。
同じ制作体制で2001年から2010年まで放送されていた『日本ど真ん中!三枝のグルメご当地料理自慢』から引き継ぐ形でシリーズ化した。
5局が持ち回りで幹事局を行う制作体制で、総合演出は毎回幹事局のディレクター（局員）が行っていた。

## 概要
ガレッジセールのゴリ演じる怪人ゴリ面相が、各局にスパイとして女性アナウンサーを送り込み、執事の川田広樹と共に各地方のご当地グルメを独り占めしようと画策。
そんな奪われたご当地グルメを奪還するため、グルメ探偵団が様々なゲームやクイズでゴリ面相一味と勝負する。
毎回、川田と女性アナが釣りに挑戦してきて食材を持ち帰るというネタがお約束としてあるが、第4回（2014年）と第5回（2015年）では台風のため全く釣れないという釣り芸人にあるまじき結果となっていた。
第6回（2016年）の放送では金沢が舞台であり、第5回（2015年）に引き続き2年連続同じ幹事局（北陸朝日放送）。これは史上初のことであった。
制作を行う5局以外のテレビ朝日系列局でも、それぞれ別の日時で放送された。

## 過去サブタイトル
カッコ内は幹事局
- 第1回 怪人ゴリ面相の野望（メ～テレ）
- 第2回 怪人ゴリ面相の逆襲（静岡朝日テレビ）
- 第3回 怪人ゴリ面相のフルコース（新潟テレビ21）
- 第4回 怪人ゴリ面相の晩餐会（長野朝日放送）
- 第5回 豪華絢爛！怪人ゴリ面相の宴（北陸朝日放送）
- 第6回 怪人ゴリ面相の百万石決戦（北陸朝日放送）
- 第7回 怪人ゴリ面相の天下統一（静岡朝日テレビ）
- 第8回 怪人ゴリ面相の越後荒海大決戦（新潟テレビ21）
- 第9回 怪人ゴリ面相の美食合戦（メ～テレ）
- 第10回 怪人ゴリ面相の湯けむり合戦（長野朝日放送）

## 過去グルメ探偵団の顔ぶれ
- 第1回 野口五郎、田丸麻紀、神戸蘭子、矢部太郎（カラテカ）
- 第2回 諸星和己、小原正子（クワバタオハラ）、吉木りさ、徳井健太（平成ノブシコブシ）
- 第3回 永井大、藤田朋子、原幹恵、秋山竜次（ロバート）
- 第4回 峰竜太、秋野暢子、鹿沼憂妃、COWCOW
- 第5回 的場浩司、中田喜子、おのののか、八木真澄（サバンナ）
- 第6回 津田寛治、東ちづる、ラブリ、金田哲（はんにゃ）
- 第7回 神保悟志、田中美奈子、大島麻衣、斉藤慎二（ジャングルポケット）
- 第8回 小林幸子、西郷輝彦、谷まりあ、黒瀬純（パンクブーブー）
- 第9回 いとうまい子、大和田伸也、岡田結実、橋本直（銀シャリ）
- 第10回 足立梨花、井森美幸、泉谷しげる、村上純（しずる）

## 過去ゴリ面相一味の女性アナウンサー
|        | メ～テレ | 新潟テレビ21 | 長野朝日放送 | 北陸朝日放送 | 静岡朝日テレビ |
| ------ | -------- | ------------ | ------------ | ------------ | -------------- |
| 第1回  | 佐藤倫子 | 大島直子     | 冨岡美希     | 上野雅美     | 森直美         |
| 第2回  | 徳重杏奈 | 大島直子     | 青池玲奈     | 恩田琴江     | 森直美         |
| 第3回  | 金沢歩   | 大島直子     | 青池玲奈     | 恩田琴江     | 広瀬麻知子     |
| 第4回  | 井上裕衣 | 道岡桃子     | 青池玲奈     | 上野雅美     | 牧野結美       |
| 第5回  | 井上裕衣 | 山崎薫子     | 松尾まどか   | 上野雅美     | 牧野結美       |
| 第6回  | 望木聡子 | 玉木佑貴子   | 松尾まどか   | 上野雅美     | 森直美         |
| 第7回  | 田中麻耶 | 大西遥香     | 松尾まどか   | 深谷杏子     | 佐野伶莉       |
| 第8回  | 望木聡子 | 大西遥香     | 大槻瞳       | 深谷杏子     | 佐野伶莉       |
| 第9回  | 島津咲苗 | 高林梢絵     | 大槻瞳       | 森重有里彩   | 佐野伶莉       |
| 第10回 | 島津咲苗 | 石橋里沙     | 大槻瞳       | 森重有里彩   | 宮崎玲衣       |